# Aérodrome de Touho
L'aérodrome de Touho (code IATA : TOU • code OACI : NWWU) est un petit aéroport intérieur de la Nouvelle-Calédonie, qui se situe dans la province Nord. L'aéroport est desservi en vol régulier, uniquement par la compagnie Air Calédonie. Les vols sont principalement des vols en provenance et à destination de  l'aéroport Nouméa Magenta.

## Situation
| \| 30 km1:3 725 000 \| Tiga Maré Lifou Koumac Koné Bélep Ouvéa Île des Pins Nouméa La Tontouta Nouméa Magenta Touho Bourail Canala La Foa |
| 30 km1:3 725 000 |

## Compagnies aériennes et destinations
| Compagnies    | Destinations   |
| ------------- | -------------- |
| Air Calédonie | Nouméa Magenta |

Édité le 05/12/2022

## Statistiques
Pour des raisons techniques, il est temporairement impossible d'afficher le graphique qui aurait dû être présenté ici.

Voir la requête brute et les sources sur Wikidata.